# Сомнение (телесериал)
«Сомне́ние» (англ. Doubt) — американский юридический телесериал, созданный Тони Филаном и Джоан Рэйтер с Кэтрин Хайгл в главной роли. Премьера сериала состоялась 15 февраля 2017 года на телеканале CBS.
После выхода в эфир всего двух эпизодов, CBS закрыл сериал и снял его с эфира из-за низких рейтингов. Оставшиеся 11 эпизодов должны были быть показаны с 1 июля по 12 августа 2017 года, но показ не состоялся.

## Сюжет
Сериал рассказывает об адвокате Сэйди Эллис (Кэтрин Хайгл), которая влюбляется в своего клиента Билли Бреннана (Стивен Паскаль), которого обвиняют в убийстве подружки, совершённом 24 года назад.

## В ролях
- Кэтрин Хайгл — Сэйди Эллис
- Дьюли Хилл — Альберт Кобб
- Лаверна Кокс — Кэмерон Уирт
- Дрима Уокер — Тиффани Саймон
- Коби Либии — Ник Брэйди
- Стивен Паскаль — Билли Бреннан
- Эллиотт Гулд — Исайя Рот

## Отзывы критиков
Сериал «Сомнение» получил смешанные отзывы критиков. На сайте-агрегаторе Rotten Tomatoes сериал держит 55 % «свежести», что основано на 30-и отзывах критиков со средним рейтингом 5,8 из 10. На Metacritic сериал получил 58 баллов из 100, что основано на 25-ти «смешанных и средних» рецензиях.